# كوكي تويودا
كوكي تويودا (باليابانية: 豊田晃大) هو لاعب كرة قدم ياباني، ولد في 11 أبريل 2003 في ميزوهو في اليابان.

## وصلات خارجية
- كوكي تويودا على موقع رابطة كرة القدم اليابانية للمحترفين (اليابانية)
- كوكي تويودا على موقع قاعدة بيانات كرة القدم.إي يو (الإنجليزية)
- كوكي تويودا على موقع Soccerway.com (الإنجليزية)
- كوكي تويودا على موقع عالم كرة القدم.نت (الإنجليزية)